# سلطة مفوضة
السلطة المفوضة عبارة عن سلطة يتم الحصول عليها من الغير ممن يمتلكون السلطة حيث أن السلطة لا تكون موجودة بشكل طبيعي. 
وبشكل نموذجي، يتم استخدام تلك السلطة في السياقات الحكومية عندما تسمح منظمة يتم إنشاؤها من خلال حكومة مشروعة، مثل مجلس أو مدينة أو محلية أو غير ذلك من المؤسسات الحكومية للسماح لها بالعمل بشكل قانوني باسم الحكومة الدستورية.